# Tomba de Khải Định
La Tomba de Khải Định (en vietnamita 應陵, Lăng Khải Định; oficialment Ứng Mausoleum) és una tomba construïda per a Khải Định, dotzé emperador de la dinastia Nguyen de Vietnam. Presenta una barreja d'arquitectura vietnamita amb estils occidentals. La tomba es conclogué al 1931 després d'11 anys de construcció. És a la muntanya Châu Chữ, a prop de l'antiga capital de Huế. La tomba és Patrimoni de la Humanitat de la UNESCO des del 1993 com a part del Conjunt de monuments de Huế.

## Història
El 1916, Khải Định esdevingué l'emperador de Vietnam després que el seu predecessor, Duy Tân, fos exiliat per l'estat francés. Khải Định col·laborà estretament amb el govern colonial, i al final del seu regnat se'l considerava «un assalariat del govern francés». A causa d'aquesta estreta col·laboració era molt poc estimat pel poble vietnamita. Igual que altres emperadors vietnamites, Khải Định desitjava preparar-se una tomba abans de morir, però fou el darrer de la dinastia Nguyễn a prendre aquesta decisió. Abans de la seua mort, Khải Định visità l'estat francés, on probablement es deixà influir pels estils arquitectònics d'allí, com demostren les influències europees del seu mausoleu. En previsió, Khải Định «va apujar els impostos un trenta per cent per a finançar la construcció de la seua fastuosa tomba». Swart i Till, però, sostenen que, tot i que els francesos, que controlaven les finances de la nació vietnamita, «sí que van augmentar els impostos substancialment durant el regnat [de l'emperador]», hauria estat improbable que ho fessen únicament amb el propòsit de la tomba.(1) La construcció en començà el 4 de setembre del 1920, i en el moment de la mort de Khải Dịnh, el 1925, era inacabada. El funeral de Khải Định, de tres dies de durada, fou a la fi de gener del 1926, quan una cort fúnebre viatjà des de la Ciutat Imperial de Hué fins a la tomba inacabada. Després d'11 anys de construcció, i sis anys després de la mort de Khải Đinh, la tomba es rematà amb el mandat de Bảo Đại, fill i successor de Khải Định, el 1931.
La Tomba de Khải Định esdevingué Patrimoni de la Humanitat de la UNESCO el 1993, juntament amb altres estructures de la dinastia Nguyễn de Huế.(2) 

## Arquitectura

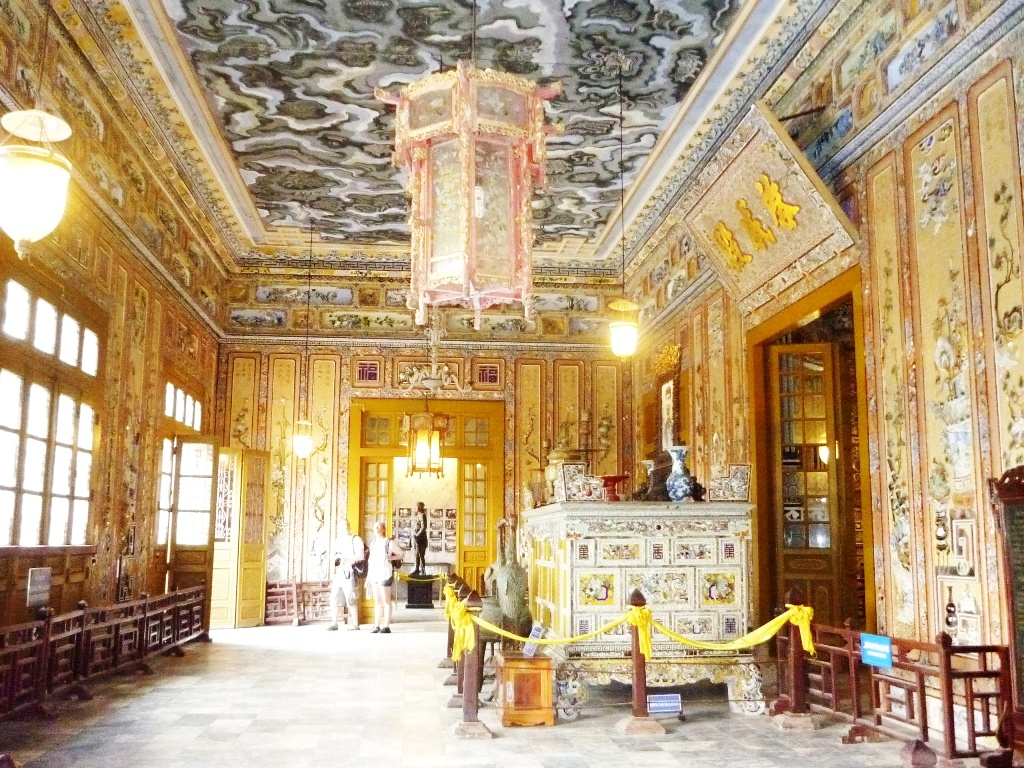
Interior de la tomba amb art en porcellana
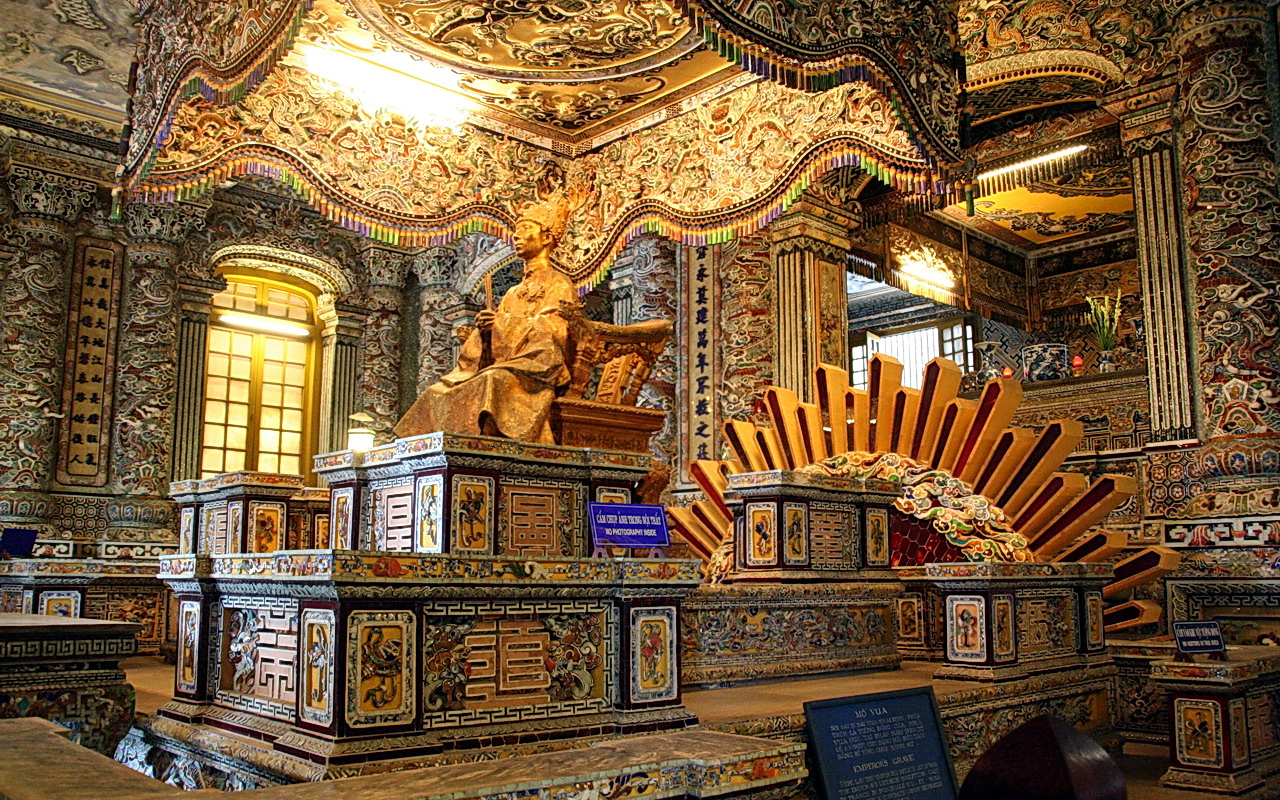
Interior de la tomba de Khải Định
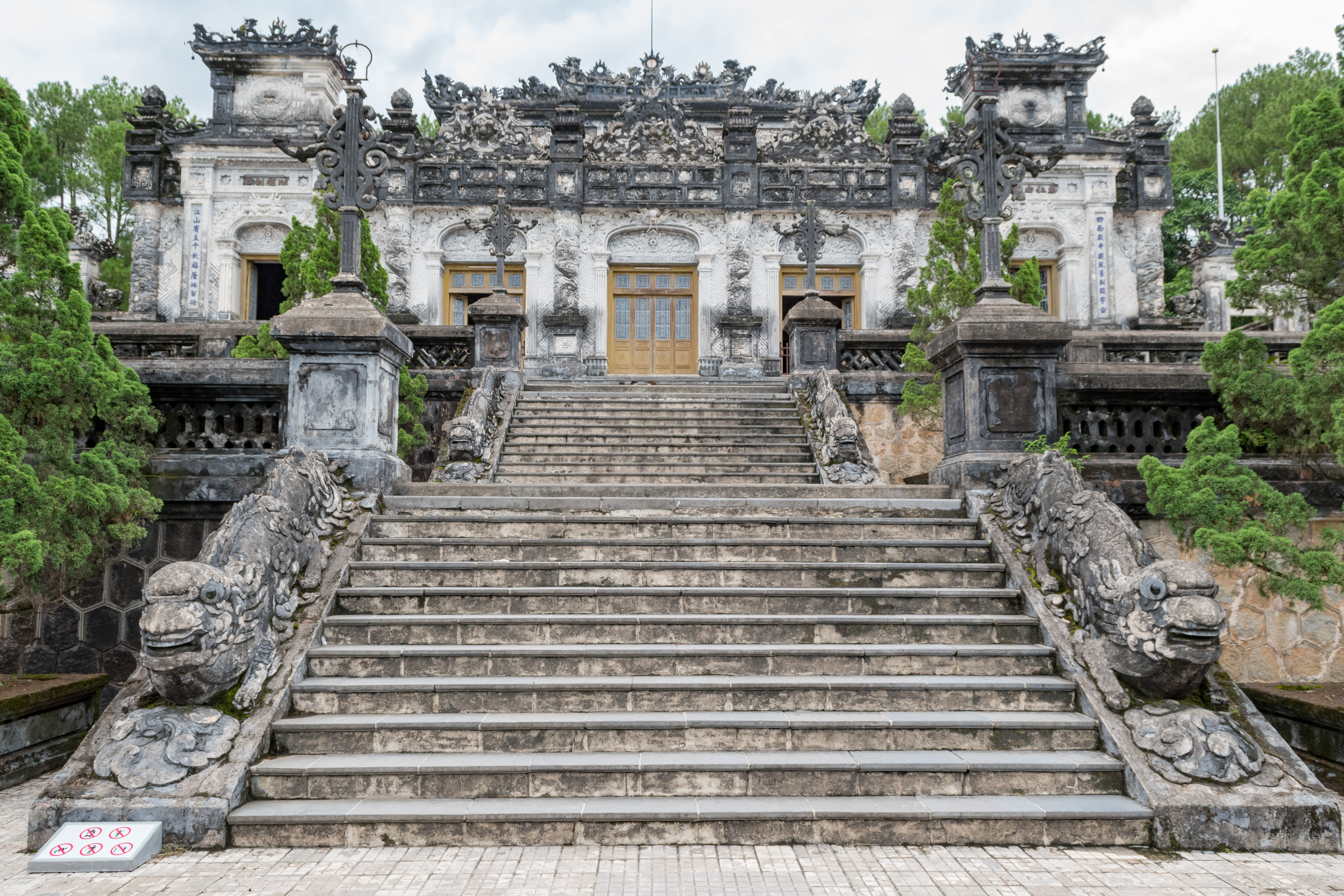
Tomba de l'emperador Khai Dinh, Hue
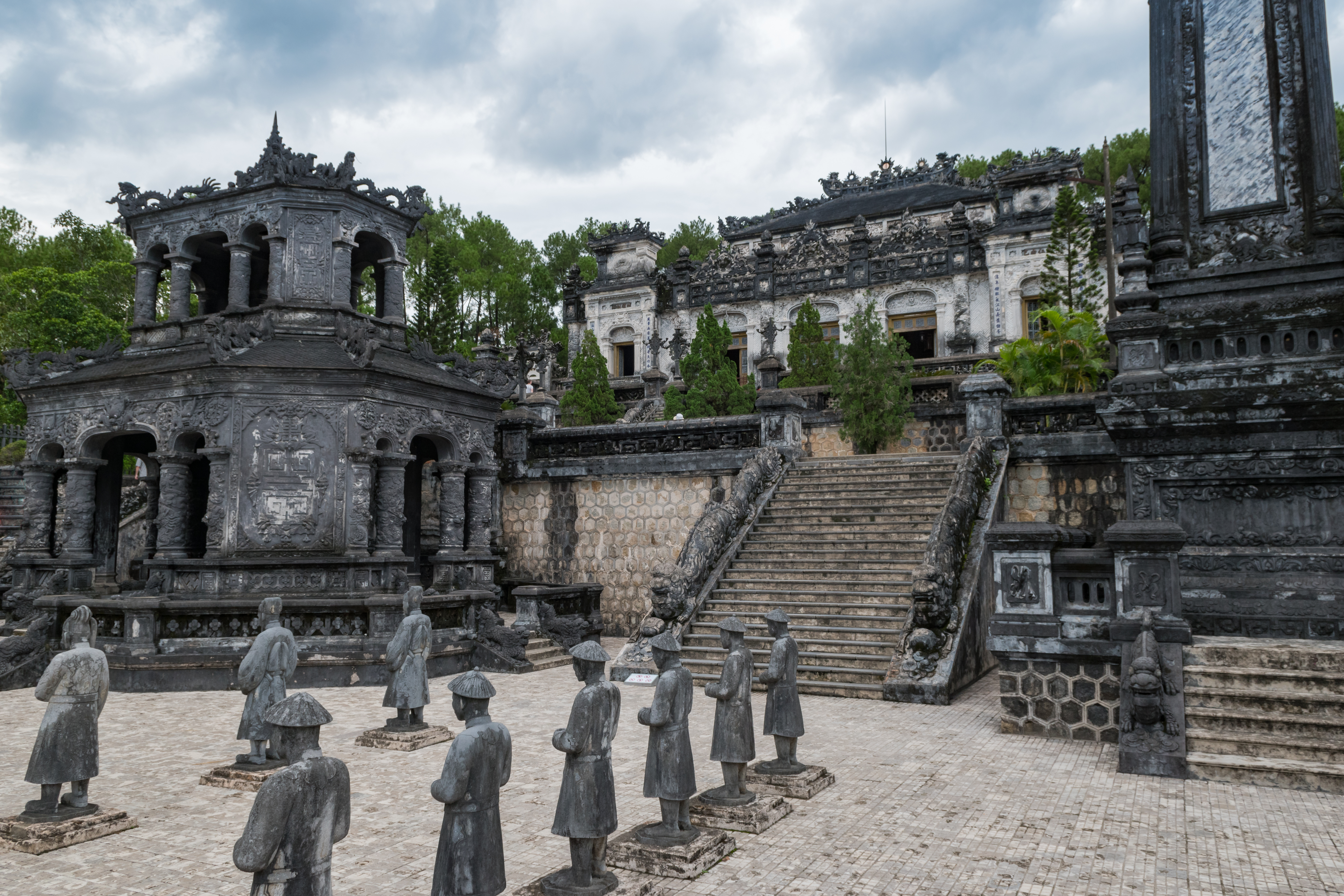
Mausoleu de Khai Dinh, Hue
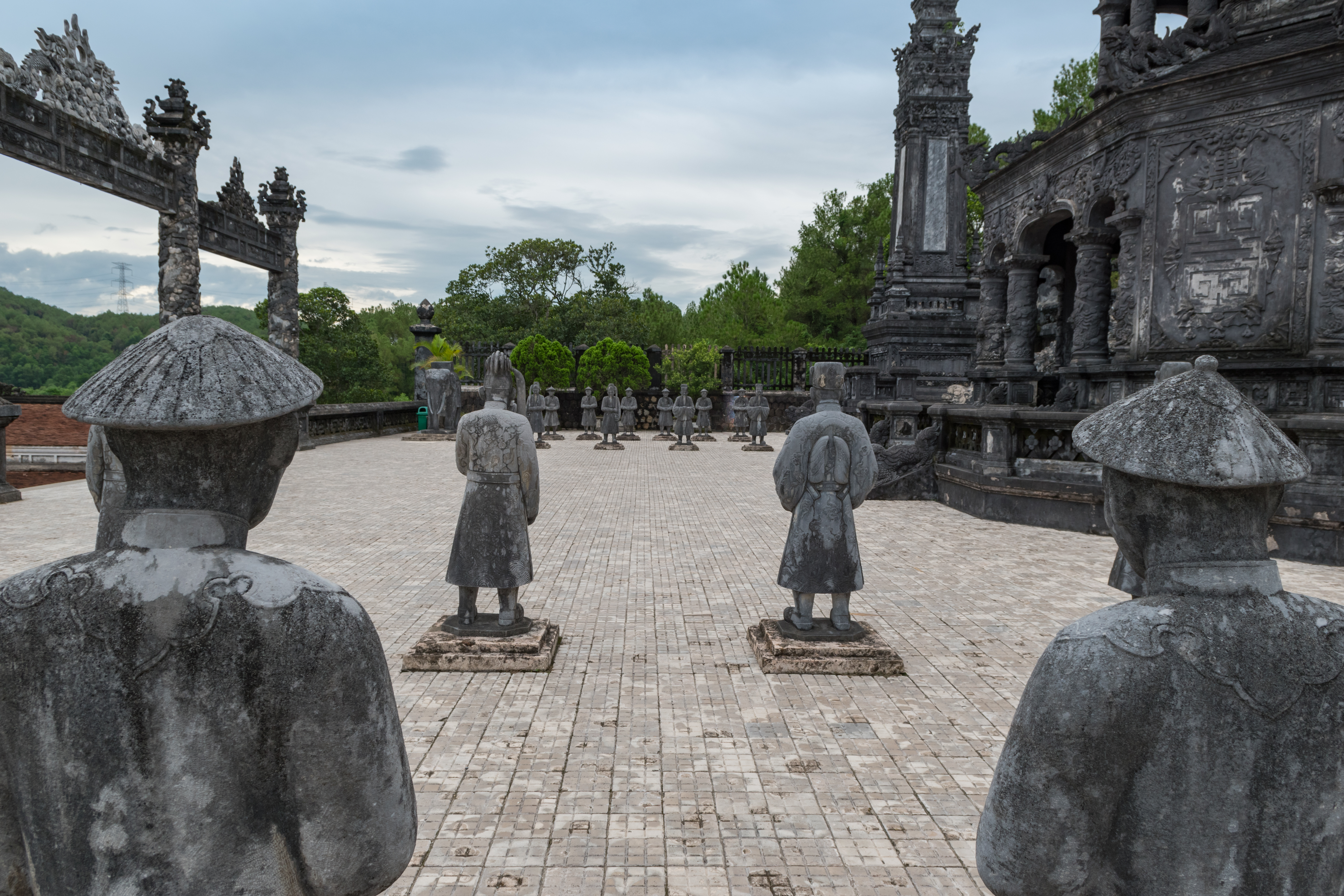
Soldats mandarins en la tomba Khai Dinh, Hue
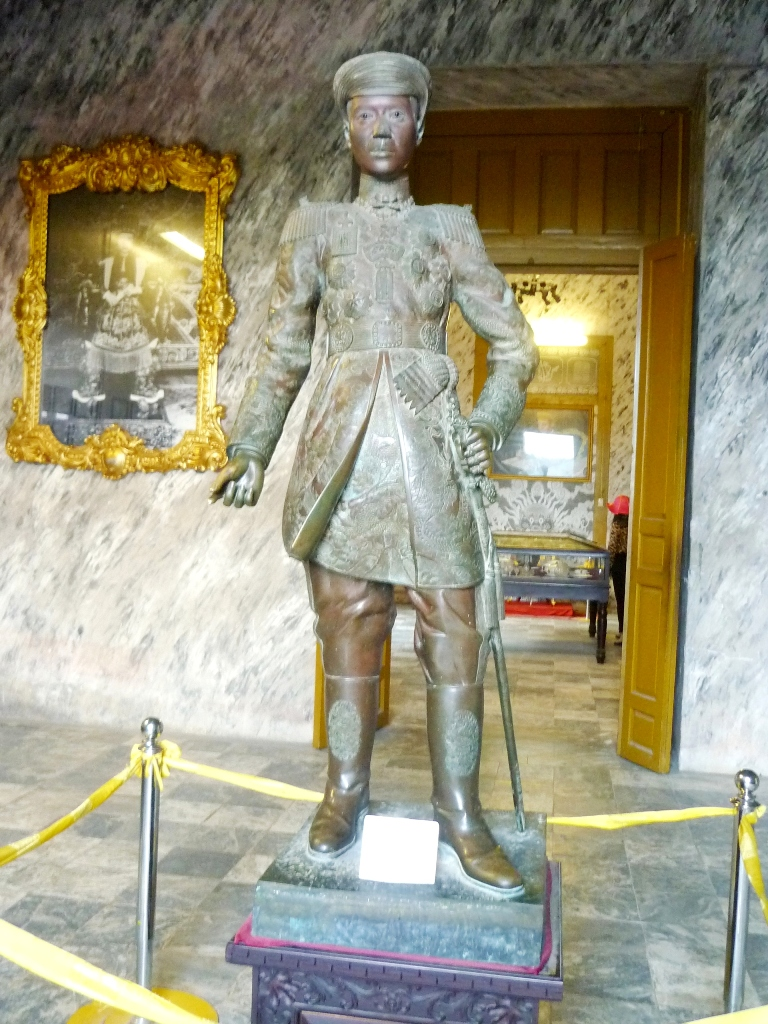
Estàtua de l'emperador Khải Định al mausoleu

La tomba de Khải Định contrasta amb altres tombes de la dinastia Nguyễn, no sols per la grandària molt menor, sinó també pel disseny més elaborat, que fusiona estils vietnamites i europeus, com ara barrocs, gòtics i neoclàssics. La tomba és d'estructura rectangular recolzada a la muntanya Chau Chu, als afores de Huế. És feta en gran part de formigó, acer, ferro i pissarra, tot pensant que l'ús d'aquests materials «moderns», en contraposició a la fusta o la rajola, «al·ludia al poder i la permanència». L'entrada del conjunt funerari conté una gran escalinata, que acaba en la primera terrassa amb una porta commemorativa de triple arc, amb imatges de "dos dracs de cinc urpes que es disputen una perla flamant. Quan és tancada, s'usen les portes de ferro forjat fetes a l'estat francés.(1)
Camí enllà, hi ha un pati de salutació (sân chào) amb dues fileres de figures de pedra i animals que flanquegen el camí envers la tomba. Les estàtues de pedra, una pràctica provinent de la Xina, havien de protegir la tomba i guiar l'esperit del mort. A diferència d'altres tombes de la dinastia Nguyễn, que empraren tosques figures de pedra en fileres senzilles, aquesta tomba conté oficials, assistents i animals més elaborats, i la seua superfície més compacta feu necessari l'ús de fileres dobles.(1) A la fi del camí hi ha un pavelló octogonal de formigó armat de dos nivells (nhà bia), únic en comparació amb altres tombes de la dinastia Nguyễn, amb pavellons quadrats. L'edifici, d'estil occidental, té entrades de columnes arquejades, amb plafons laterals decorats amb el caràcter xinés de la longevitat, shòu (壽), i envoltats de ratpenats, que representen benediccions. En l'estela hi ha gravada una biografia de Khải Định en xinés clàssic, segurament escrita per alts funcionaris de la cort, però atribuïda al fill i successor de Khải Định, Bảo Đại. En cada costat del pavelló hi ha dues columnes (trụ biểu), descrites habitualment com a obeliscos amb una stupa a la banda superior.(1)

### Palau Thiên Định
A la terrassa superior hi ha el Palau Thiên Định, que és l'estructura principal del conjunt i consta de cinc estances unides. L'exterior blanc grisenc «té cinc entrades arquejades flanquejades per pilastres dividides per pilars prominents», amb el número cinc fent referència als cinc elements. És d'estil colonial francés, amb dissenys geomètrics d'esvàstiques, dracs i símbols de longevitat tallats en la pedra, i plafons que representen frases de quatre caràcters extretes de les Analectes de Confuci.(1)
L'interior del palau «és una explosió de color amb sumptuosos adorns pertot». El sostre és decorat amb nou intricats dracs, pintats originàriament pel pintor reial Phan Văn Tánh, i les parets presenten laboriosos adorns de cristall i porcellana. La sala de l'esquerra «conté una col·lecció de records personals de Khai Dinh, com ara fotografies, regals del govern francés, vaixelles d'argent i porcellana, cinyells enjoiats, espases i ornaments, així com una estàtua de bronze realista (de grandària natural i 160 cm d'alçada) d'un Khai Dinh d'aspecte marcial portant una espasa».(1) Al centre del palau hi ha la sala de l'altar, anomenat Palau Khải Thành, amb tres jocs de portes que condueixen a una cripta i a una sala de culte. L'estança posterior del palau alberga un temple que conté la tomba de Khải Định, un altar dedicat a ell i una altra estàtua de bronze de la seua imatge asseguda amb la vestit imperial tradicional, fosa a Marsella.